# Straight Outta Lynwood
 (décembre 2022).
Straight Outta Lynwood est le douzième album du parodiste « Weird Al » Yankovic sorti en 2006.

## Liste des pistes
1. White & Nerdy
2. Pancreas
3. Canadian Idiot
4. I'll Sue Ya
5. Polkarama!
6. Virus Alert
7. Confessions part III
8. Weasel Stomping Day
9. Close But No Cigar
10. Do I Creep You Out
11. Trapped in the Drive-Thru
12. Don't Download This Song